# Cássia Beatriz Rodrigues Munhoz
Cássia Beatriz Rodrigues Munhoz ( 1967) es una botánica, curadora, y profesora brasileña.
En 1992, obtuvo una licenciatura en historia natural, por la Universidad de Brasilia; y allí, para obtener la maestría en Biología Vegetal, defendió la tesis Melastomataceae del Distrito Federal, en 1996; y, el doctorado por la misma casa de altos estudios, en 2003.
Desarrolla actividades académicas e investigativas en el Instituto de Biología, Campus Darcy Ribeiro, Departamento de Botánica, de la Universidad de Brasilia. Se ha especializado en taxonomía de angiospermas, con taxonomía, florística, del Cerrado.

## Algunas publicaciones
- m.m. Bustamente, d.q. Brito, a.r. Kozovits, g. Luedemann, t.r.b. Melo, a.r. Pinto, cássia b.r. Munhoz, f.s.c. Takahashi. 2012. Effects of nutrient additions on plant biomass and diversity of the herbaceous-subshrub layer of a Brazilian savanna (Cerrado). Plant Ecology 213: 795-808

- m.r.a. Mendes, cássia b.r. Munhoz, m.c. Silva jr, a.a.j.f. Castro. 2012. Relação entre a vegetação e as propiedades do solo em áreas de campo limpo úmido no parque nacional Sete Cidades, Piauí, Brasil. Rodriguésia 63: 971-984, 2012 en línea

- f.f.m. Santos, cássia b.r. Munhoz. 2012. Diversidade de espécies herbáceo-arbustivas e zonação florística em uma vereda no Distrito Federal. Heringeriana 6: 21-27

- c.u.o. Eugênio, cássia b.r. Munhoz, j.m. Felfili. 2011. Dinâmica temporal do estrato herbáceo-arbustivo de uma área de campo limpo úmido em Alto Paraíso de Goiás, Brasil. Acta Botanica Brasílica 25: 497-507

- a.g. Amaral, cássia b.r. Munhoz, r.g. Chacon, r.c. Martins, r.f. Haidar, r.l.g. Pierusccetti, f.p.l. Lago. 2010. Diversidade beta da comunidade herbáceo-arbustiva da Estação Ecológica do Jardim Botânico de Brasília (EEJBB): subsídios para o manejo e conservação. Heringeriana 4: 10-19

### Libros
- cássia b.r. Munhoz, c.u.o. Eugenio, r.c. Oliveira. 2011. Vereda: Guia de campo. Brasília: Rede de Sementes do Cerrado, vol. 1. 224 pp.

- c.w. Fagg, cássia b.r. Munhoz, j.c. Sousa-Silva. 2011. CONSERVAÇÃO DE ÁREAS DE PRESERVAÇÃO PERMANENTE DO CERRADO: CARACTERIZAÇÃO, EDUCAÇÃO AMBIENTAL E MANEJO. Brasília: CRAD, 324 pp.

- m.c. Silva jr, g.c. Santos, p.e. Nogueira, cássia b.r. Munhoz, a.e. Ramos. 2005. 100 Árvores do Cerrado: Guia de Campo. Brasília: Rede de Sementes do Cerrado, 278 pp.

- s.r. Silva, a.p. Silva, cássia b.r. Munhoz, m.c. Silva jr, m.b. Medeiros. 2001. Guia de Plantas do Cerrado Utilizadas na Chapada dos Veadeiros. 132 pp.

## Honores
- Becaria del Consejo Nacional de Desarrollo Científico y Tecnológico, CNPq, Brasil

### Membresías
- de la Sociedad Botánica del Brasil[5]
- Plantas do Nordeste[6]

### Eponimia
- (Asteraceae) Trichogonia munhozii H.Rob.[7]

### Cuerpo editorial
- 2006 - actual, Periódico: Boletim do Herbário Ezechias Paulo Heringer

### Revisora de periódicos
2008
- Periódico: Acta Botanica Brasilica
- Periódico: Revista Brasileira de Biociências
- Periódico: Rodriguesia
- 2008 - actual, Periódico: Revista Brasileira de Botânica
- 2009. Periódico: Acta Amazónica

- La abreviatura «Munhoz» se emplea para indicar a Cássia Beatriz Rodrigues Munhoz como autoridad en la descripción y clasificación científica de los vegetales.[8]